# Samuel Partridge
Samuel Partridge (* 29. November 1790 in Norwich, Vermont; † 30. März 1883 in Elmira, New York) war ein US-amerikanischer Politiker. Zwischen 1841 und 1843 vertrat er den Bundesstaat New York im US-Repräsentantenhaus.

## Werdegang
Samuel Partridge wurde ungefähr sieben Jahre nach dem Ende des Unabhängigkeitskrieges im Windsor County geboren. Er erhielt eine bescheidene Schulbildung. Während des Britisch-Amerikanischen Krieges verpflichtete er sich als Private in der Miliz von Vermont. Später wurde er zum Captain im US-Army Corps of Engineers der regulären Armee befördert. Er diente zwei Amtszeiten als High Sheriff im Windsor County. 1820 zog er nach New York, wo er in Cold Spring kaufmännischen Geschäften nachging. Er zog 1830 nach Chemung County und 1837 nach Elmira. Während der ganzen Zeit verfolgte er kaufmännische Geschäfte. Politisch gehörte er der Demokratischen Partei an.
Bei den Kongresswahlen des Jahres 1840 für den 27. Kongress wurde Partridge im 22. Wahlbezirk von New York in das US-Repräsentantenhaus in Washington, D.C. gewählt, wo er am 4. März 1841 die Nachfolge von Amasa Dana und Stephen B. Leonard antrat, welche zuvor zusammen den 22. Distrikt im US-Repräsentantenhaus vertraten. Er schied nach dem 3. März 1843 aus dem Kongress aus.
Nach seiner Kongresszeit verfolgte er landwirtschaftliche Tätigkeiten und Immobiliengeschäfte. Er starb am 30. März 1883 in Elmira und wurde auf dem Second Street Cemetery beigesetzt.